# フランチェスコ・マリーア1世・デッラ・ローヴェレ

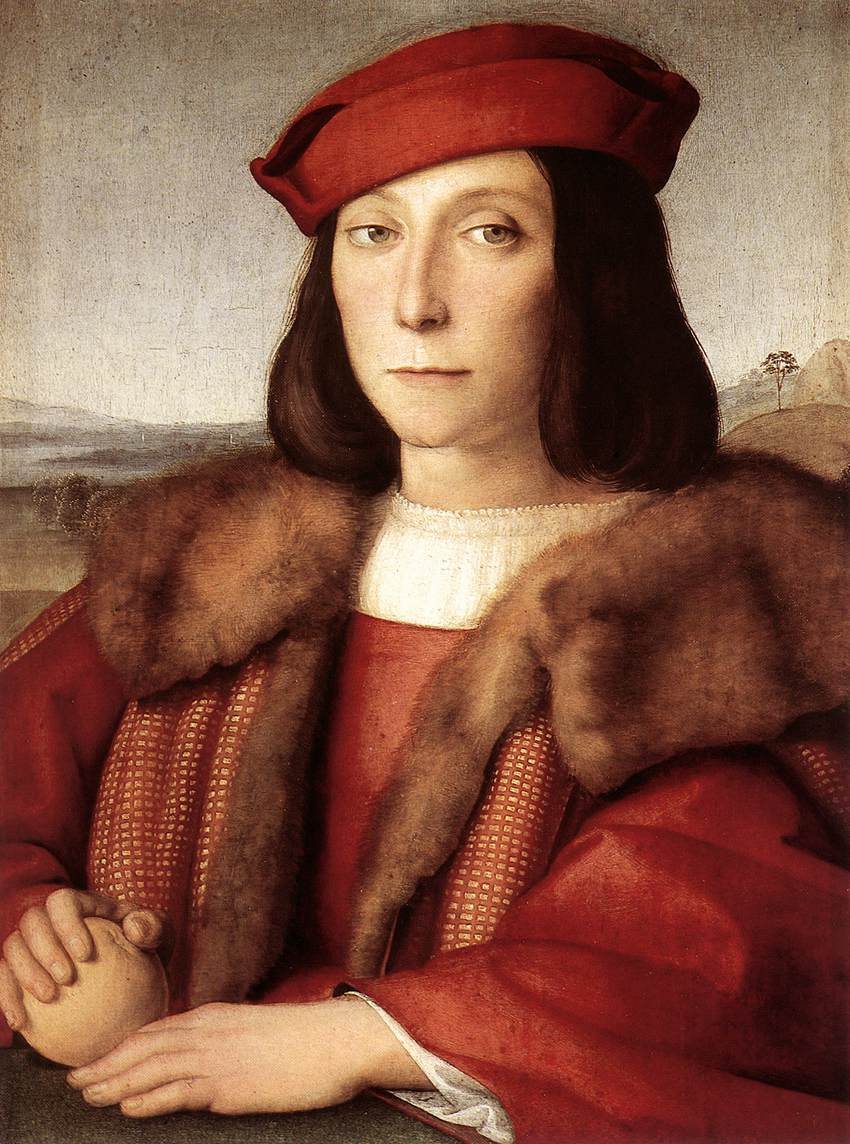
少年期のフランチェスコ・マリーアを描いたと考えられているラファエロの『リンゴを持つ青年』。ウフィツィ美術館所蔵。

フランチェスコ・マリーア1世・デッラ・ローヴェレ（伊: Francesco Maria I della Rovere, 1490年3月22日 - 1538年10月20日）は、イタリアの軍人、コンドッティエーレ。ウルビーノ公。

## 生涯
教皇軍の傭兵だったジョヴァンニ・デッラ・ローヴェレと、フェデリーコ・ダ・モンテフェルトロの娘ジョヴァンナの子として、セニガッリアで生まれた。1503年に即位した教皇ユリウス2世（俗名ジュリアーノ・デッラ・ローヴェレ）は父方の伯父にあたる。
母の弟グイドバルドに子供がないため、ユリウス2世の仲介により、次期ウルビーノ公に指名された。1502年、フランチェスコはマルケで最も強大な力を持っていたチェーザレ・ボルジアにセニガッリアのシニョーレ（僭主）の座を奪われた。フランチェスコと母ジョヴァンナは、アンドレア・ドーリア率いるボルジア軍の殺戮から逃れた。1508年、叔父グイドバルドが死に、フランチェスコがウルビーノ公位を継いだ。伯父ユリウス2世は、チェーザレの死後に甥にセニガッリアを返還した。
1509年、フランチェスコは教皇軍の司令官に任命され、ただちにイタリア戦争に参戦しフェラーラ公国ならびにヴェネツィア共和国と戦った。1511年、ボローニャ征服に失敗した後、部下に枢機卿を殺害させるという冷酷な行いで、彼自身がチェーザレと比較されるようになった。1513年、ペーザロ卿となった。
しかし、彼の政治的な庇護者であったユリウス2世が亡くなると事態は暗転した。新教皇はメディチ家出身のレオ10世で、ペーザロを甥のロレンツォに与えた。1516年、フランチェスコは破門された上ウルビーノを追われ、ウルビーノ戦争と呼ばれた争いを起こし失敗した。彼が公位に返り咲くのは、1521年にレオ10世が崩御した後であった。
イタリア戦争時、ロンバルディアにおけるヴェネツィア共和国配下の将軍であったフランチェスコだったが、新たな教皇クレメンス7世（メディチ家出身）はデッラ・ローヴェレ家を無視した。神聖同盟の最高司令官として、1527年の神聖ローマ帝国軍によるローマ略奪に対して彼は不介入を決め込んだ。
フランチェスコは1520年代後半に起きたパヴィア征服の主役で、ヴェネツィア共和国側について戦った。マルケにおける教皇庁の勢力に逆らい、彼は長男グイドバルド2世とジューリア・デ・ヴァラーノ（マルケの僭主の一族）の結婚を成立させた。
1538年、フランチェスコはペーザロで毒殺された。

## 家族
1508年、エレオノーラ・ゴンザーガ（マントヴァ侯フランチェスコ2世・ゴンザーガとイザベラ・デステの長女）と結婚し、5子をもうけた。
- グイドバルド2世（1514年 - 1574年） - ウルビーノ公
- イッポリータ（1525年 - 1561年）
- ジューリア（1527年 - 1563年） - モンテッキオ侯アルフォンソ・デステの妻。チェーザレ・デステの母。
- エリザベッタ（1529年 - 1561年） - マッサ＝カッラーラ伯アルベリコ1世・チーボ＝マラスピーナの妻
- ジューリオ・フェルトリーオ（1533年 - 1578年） - 枢機卿

ティツィアーノの『エレオノーラ・ゴンザーガの肖像』。同じくウフィツィ美術館所蔵。